# Episodi di Love (prima stagione)
La prima stagione della serie televisiva Love è stata pubblicata simultaneamente il 19 febbraio 2016 in tutti i territori in cui Netflix è disponibile.
| nº | Titolo originale         | Titolo italiano     | Pubblicazione USA | Pubblicazione Italia |
| -- | ------------------------ | ------------------- | ----------------- | -------------------- |
| 1  | It Begins                | L'inizio            | 19 febbraio 2016  | 19 febbraio 2016     |
| 2  | One Long Day             | Una lunga giornata  | 19 febbraio 2016  | 19 febbraio 2016     |
| 3  | Tested                   | La prova            | 19 febbraio 2016  | 19 febbraio 2016     |
| 4  | Party in the Hills       | La festa            | 19 febbraio 2016  | 19 febbraio 2016     |
| 5  | The Date                 | L'appuntamento      | 19 febbraio 2016  | 19 febbraio 2016     |
| 6  | Andy                     | Andy                | 19 febbraio 2016  | 19 febbraio 2016     |
| 7  | Magic                    | Magia               | 19 febbraio 2016  | 19 febbraio 2016     |
| 8  | Closing Title Song       | Titoli di coda      | 19 febbraio 2016  | 19 febbraio 2016     |
| 9  | The Table Read           | La lettura          | 19 febbraio 2016  | 19 febbraio 2016     |
| 10 | The End of the Beginning | La fine dell'inizio | 19 febbraio 2016  | 19 febbraio 2016     |

## L'inizio
- Titolo originale: It Begins
- Diretto da: Dean Holland
- Scritto da: Judd Apatow, Lesley Arfin e Paul Rust

### Trama
Gus e Mickey sono due ragazzi qualunque di Los Angeles, entrambi impegnati in relazioni che all'apparenza sembrano promettenti. Gus propone a Natalie di andare a convivere, ricevendo una risposta affermativa. Mickey si spaventa quando il suo ragazzo del momento, Eric, entra dalla finestra a tarda notte.
Un mese dopo. Sfinita dalle innumerevoli morbosità di Gus, Natalie gli urla di averlo tradito. Gus non accetta la cosa e pone immediatamente fine al loro fidanzamento, arrivando a fare affermazioni piuttosto spiacevoli nei confronti di Natalie. Anche la relazione di Mickey finisce perché Eric continua a fare uso di cocaina, oltre ad avere un rapporto morboso con la madre che voleva accompagnarlo ad acquistare un paio di pantaloni.
Un altro mese dopo. Gus si è trasferito in un complesso di appartamenti a Springwood, socializzando con un gruppo di ragazzi ventenni che lo trascinano nei loro divertimenti. Un paio di ragazze, che poi si rivelano essere sorelle, gli propongono addirittura un ménage à trois. Mickey si è lasciata alle spalle Eric e accoglie in casa Bertie, la nuova coinquilina australiana. Sotto l'effetto del sonnifero Ambien, Mickey partecipa alla cerimonia di mezzanotte presso la Casa della Beatitudine, chiedendo al santone di poter parlare in pubblico ed esprimendo le proprie perplessità sull'esistenza del vero amore. Sia Gus che Mickey, per motivi diversi, trascorrono una notte insonne. Mickey si reca in un alimentari per bere del caffè, ma ha lasciato a casa il portafogli e il proprietario pretende di essere pagato. Nello stesso momento arriva Gus che si offre di pagare caffè e sigarette a Mickey. Ecco che le strade dei due ragazzi iniziano a convergere.

## Una lunga giornata
- Titolo originale: One Long Day
- Diretto da: Dean Holland
- Scritto da: Lesley Arfin, Paul Rust e Brent Forrester

### Trama
Dopo aver inveito contro il severo negoziante, Mickey insiste perché Gus la accompagni a casa, dove potrà restituirgli i soldi. Lungo il tragitto conversano sui rispettivi luoghi di origine e professioni; lui è assistente di giovani attori in erba sui set cinematografici, lei program manager in una stazione radiofonica. Mentre Gus fa la conoscenza di Bertie, Mickey va alla ricerca del portafogli che non riesce a trovare, ragionando che dovrebbe averlo perso alla Casa della Beatitudine. Mickey propone a Gus di concedersi un'avventura, andare cioè insieme alla Casa della Beatitudine, dopodiché gli darà un passaggio a Springwood.
Recuperato il portafogli, Mickey fa provare a Gus il green crack e lo porta da Rally's a ordinare colazione da asporto. Un Gus non abituato a sballarsi inizia a straparlare, raccontando che la sua relazione con Natalie è finita per il tradimento della ragazza. Anche Mickey si vanta di non aver ceduto la sera prima alla Casa della Beatitudine, quando ha rivisto il suo ex Eric. Vedendo Gus sull'orlo del collasso, Mickey decide di riportarlo a casa, ma lui le dà l'indirizzo di Natalie. Costei ovviamente considera l'arrivo di Gus con un'altra ragazza una provocazione, rivelandogli di non averlo mai tradito e che gli ha mentito solamente per rompere.
Mickey approfitta del bisticcio tra Gus e Natalie per recuperare i vecchi scatoloni del ragazzo, interrompendoli prima che l'alterco possa degenerare. Gus lancia fuori dal finestrino i suoi vecchi blu-ray disc (Pleasantville, Pretty Woman, Quei bravi ragazzi, Toy Story 3, Tutta colpa dell'amore, What Women Want - Quello che le donne vogliono, Harry, ti presento Sally..., Homeland terza stagione), riservando a ognuno di essi un commento sarcastico. Giunti finalmente a Springwood, Mickey mette a letto Gus che esprime soddisfazione per la mattinata trascorsa insieme. Mickey lascia il suo numero a Gus che nel frattempo si è addormentato.

## La prova
- Titolo originale: Tested
- Diretto da: John Slattery
- Scritto da: Judd Apatow e Paul Rust

### Trama
Appena svegliato, Gus esita un po' prima di mandare un messaggio a Mickey. La ragazza ha la sciagurata idea di abbozzare una risposta mentre sta guidando, tamponando la macchina davanti e fuggendo per sottrarsi alla constatazione dei danni. Gus deve preparare l'attrice-bambina Arya all'esame di stato ERB, ma studiare non è esattamente la priorità della ragazzina. Tuttavia, la responsabile della produzione Susan Cheryl ordina a Gus di assicurarsi che Arya superi l'esame, altrimenti non potrà recitare per svariati giorni e ciò causerebbe un danno alla registrazione in corso della serie sulle streghe, di cui lo stesso Gus sarebbe chiamato a rispondere.
Il Dottor Greg Colter, ospite fisso del programma radiofonico curato da Mickey, saputo che si è lasciata con Eric, manifesta un interesse per lei. Mickey ha paura che rifiutare le sue avance possa farle perdere il lavoro, motivo per cui accetta di uscire con Greg a pranzo e lo spinge ad andare a letto insieme. Il piano di Gus per far studiare Arya non funziona, dato che la ragazzina è continuamente distratta e nei pochi momenti in cui è sui libri fatica a concentrarsi. Gus tenta di giocarsi la carta dell'importanza dello studio, agitando Arya e subendo la reprimenda della di lei madre che non accetta sia minimamente messa in discussione la bravura della figlia.
Arya non riesce ad andare oltre la compilazione di metà della prova d'esame, così Gus finisce la prova al posto suo per farglielo passare. La sua coscienza gli impone di raccontare la verità a Susan, ma la superiore non è affatto scandalizzata perché il suo unico interesse è mandare avanti la serie. Greg si risente quando Mickey gli dice di aver fatto sesso con lui per non venire licenziata, affermando di non essere affatto quel tipo di uomo che lei aveva in mente e di aver licenziato della ragazze in passato per motivi ben più seri. Mentre sta mangiando il gelato con Bertie, Mickey prende il telefono e pensa alla risposta da dare al messaggio di Gus.

## La festa
- Titolo originale: Party in the Hills
- Diretto da: John Slattery
- Scritto da: Alexandra Rushfield

### Trama
Gus è nel suo appartamento con gli amici nerd, divertendosi a improvvisare colonne sonore di film che non ne hanno mai avuta una, quando riceve un messaggio da Mickey che lo invita a una festa a Echo Park. Essendo il primo arrivato a casa di Brian e Shaun, gli amici di Mickey, Gus si offre di pulire i mobili da giardino. Quando la casa inizia a popolarsi, Gus vede che Mickey non è ancora arrivata e apprende da Shaun che la ragazza è abituata a essere in ritardo oppure a non presentarsi affatto, come peraltro accaduto alle ultime tre feste. Inizialmente Gus fatica a entrare in sintonia con persone diverse dal suo solito gruppo nerd.
Stavolta Mickey arriva, ma scarica Gus non appena vede il suo ex ragazzo Dustin. Gus telefona all'amica Cori per confidarle di temere che Mickey si sia già stancata di lui, venendo invitato a non tagliare la corda. Dustin non ha ancora perdonato Mickey per alcuni trascorsi burrascosi della loro relazione, accusandola di averlo tradito e mandato in terapia. Alla festa è presente anche Bertie, la quale si era lamentata con Mickey di un’astinenza dagli uomini che dura da ben una settimana. Dopo Dustin, a Mickey tocca vedere anche Chris che, abbandonata la Casa della Beatitudine, professa di essere cambiato e vorrebbe riprendere la loro relazione.
Gus scioglie la tensione, esibendosi con la chitarra in una jam session con altri ragazzi. Alla festa è presente anche Bertie, preoccupata di un'astinenza dagli uomini che dura da ben una settimana, ma il risultato della sua serata è far litigare una coppia gay. Dustin e Chris si prendono a pugni perché il primo continua a insultare Mickey, mentre il secondo si ostina a difenderla nonostante non voglia tornare con lui. Ubriaca e stanca di un'atmosfera fin troppo tranquilla, Mickey sprona i presenti a buttarsi in piscina, facendosi male tuffandosi da un punto troppo alto. Recuperato un minimo di barlume mentale, Mickey suggerisce a Gus e Bertie di mettersi insieme.

## L'appuntamento
- Titolo originale: The Date
- Diretto da: George Lopez
- Scritto da: Judd Apatow e Paul Rust

### Trama
Mickey si reca dagli alcolisti anonimi perché i bagordi dell'ultima festa hanno interrotto un'astinenza che durava da quasi diciotto mesi, promettendo che questa volta riuscirà a restare sobria. Gus porta Bertie al ristorante Tucker's, nonostante le recensioni negative. L'appuntamento inizialmente sembra andare bene, anche perché entrambi i ragazzi compensano le rispettive stranezze, ma l'atmosfera comincia a stemperarsi quando Gus riflette sul fatto che Mickey lo ha accoppiato con Bertie peché non lo ritiene adatto a lei. Mickey inizia il nuovo percorso di sobrietà risistemando casa, anche se continua a essere tentata dal bere.
Al ristorante Gus si mette in testa che Bertie stia soffrendo la vicinanza al bocchettone dell'aria condizionata e un avventore molesto, ottenendo il cambio del tavolo. La situazione peggiora quando arrivano le braciole, il piatto del giorno ordinato su suggerimento del cameriere. Quella di Bertie è troppo al sangue, con Gus che non fa nulla per evitare di rimarcare la cosa. Bertie insiste per andare al bagno, da dove spedisce un messaggio destinato a Mickey, ma che invece finisce a Gus, in cui la ragazza esclude un secondo appuntamento con lui. Per ripicca Gus, non avendo più nulla da guadagnare, inizia a comportarsi da maleducato.
Ricevuto da Gus uno screenshot del messaggio di Bertie, Mickey informa la coinquilina che il ragazzo la sta prendendo in giro. Bertie si mette al suo stesso livello, anche se Mickey avvisa Gus di cosa sta succedendo. L'epilogo della cena vede Gus sul punto di soffocare per un boccone di carne, salvato dalla manovra di Heimlich di un cameriere e vomitando sul pavimento del locale. Superata la tensione dell'appuntamento, Gus e Bertie si rilassano e stabiliscono di restare amici. Gus riaccompagna Bertie a casa e Mickey, da lui rimproverata per aver tentato di appioppargli la coinquilina, lo bacia.

## Andy
- Titolo originale: Andy
- Diretto da: Joe Swanberg
- Scritto da: Dave King

### Trama
Euforico per il bacio appena ricevuto, Gus è contattato da Mickey che vuole fissare un appuntamento. Siccome il giorno successivo Gus sarà impegnato sul set almeno fino a mezzanotte, Mickey propone di incontrarsi proprio a quell'ora. L'evoluzione del rapporto con Mickey provoca un radicale cambiamento in Gus, decisamente più sciolto e sicuro di sé. Alla stazione radiofonica Greg, non soddisfatto delle telefonate degli ascoltatori, vuole che siano i dipendenti a fargliele. Mickey ne approfitta per chiedergli un consulto sulla propria situazione personale e Greg non ritene saggio che affronti una nuova relazione senza aver prima sconfitto i propri demoni.
Mickey chiama Gus per spostare l'appuntamento. Wyatt, uno degli attori istruiti da Gus, scrive un messaggio hard a Mickey con il suo cellulare. La ragazza si trova al pub in compagnia di alcuni amici, conoscendo un uomo gay di nome Andy che le propone di assumere ecstasy in metropolitana. Approfittando del fatto che le riprese della serie di Gus stanno durando più del previsto, Mickey accetta di seguire Andy in questo strano divertimento. Mickey scrive a Gus che sarà fuori uso per un'oretta, ma il messaggio non viene recapitato. Dal canto suo, Gus continua a tempestare Mickey di scuse per il suo ritardo, implorandola di perdonarlo.
Mickey confida ad Andy di non voler credere alle parole di Greg, cioè che deve stare lontana da Gus per non ferirlo, quando invece è lei che ha paura di affrontare la vita. Gus dà un suggerimento all'attrice Heidi per tenersi il lavoro, dato che è solo una comparsa, facendo cose strane sul set che attirino l'attenzione. Heidi vorrebbe bere qualcosa con Gus per ringraziarlo, ma lui rifiuta per la delusione di non aver potuto vedere Mickey. Costei, nel frattempo uscita dalla metropolitana, riceve i messaggi di Gus quando ormai è già rincasato. Mickey si scusa con Gus, concordando di rivedersi l'indomani a un orario più consono.

## Magia
- Titolo originale: Magic
- Diretto da: Steve Buscemi
- Scritto da: Lesley Arfin

### Trama
In vista dell'appuntamento con Mickey, Gus si preoccupa di lavare e profumare la macchina. Anche Mickey è agitata, non riuscendo ancora a interpretare i suoi sentimenti verso di lui. Prima di uscire Mickey invita Gus in casa, imbarazzandosi per la trascuratezza del latte scaduto in frigorifero e degli insetti morti in camera sotto i bicchieri. Fatta pulizia, Gus e Mickey possono dedicarsi ai preliminari, con la ragazza che si scusa per averlo fatto uscire con Bertie. Al termine del rapporto sessuale, Gus comunica a Mickey di aver programmato la loro serata in un ristorante elegante, aiutandola a scegliere un abito adatto all'occasione.
Al ristorante Gus fatica a tenere bada la sua logorrea, come quando allude al tempo che Mickey ha trascorso al bagno. Gus le comunica di essere membro del Magic Castle, un club privato a cui vuole portarla dopo la cena, promettendole che se non le piacerà andranno via. Gus assicura a Mickey di non essere un prestigiatore, pur avendo una passione per la materia. Mickey si presta a un numero con le carte, ma dimentica la carta che le era stato chiesto di memorizzare. Nonostante si senta un pesce fuor d'acqua, Mickey non vuole dare un dispiacere a Gus e decide di restare. Allo spettacolo di magia  Gus dà la sua giacca all'infreddolita Mickey.
Mickey non riesce a farsi contagiare dalla passione di Gus per la magia, facendo apprezzamenti sul sessismo ancora diffuso nella comunità magica. Un usciere vuole costringere Gus a indossare la giacca data a Mickey, poiché sta violando il dresscode. Per non fare la figura dello scortese, Gus si impunta di lasciarla addosso a Mickey e l'usciere inizia a prendersela con lei per i commenti proferiti poco prima, costringendoli ad andarsene. Gus si rende conto che la tendenza di Mickey a trasgredire le regole può essere un problema, ma al momento ciò non sembra apparire un ostacolo insormontabile alla loro relazione.

## Titoli di coda
- Titolo originale: Closing Title Song
- Diretto da: Michael Showalter
- Scritto da: Ali Waller

### Trama
Al risveglio Gus sente Mickey piuttosto distante e la invita a una serata con i suoi amici, sentendosi rispondere che li trova stupidi. Gus entra sempre più in confidenza con Heidi e la invita ad aggregarsi alla serata delle colonne sonore quando avrà finito a lavoro. Con un'amica Mickey ammette di non essere comportata propriamente bene a Magic Castle, avendo creduto che frequentare una persona affabile come Gus le trasferisse un po' di gentilezza. Alla fine Mickey si decide a raggiungere Gus, intendendo presentarsi a fine serata in modo da non vedere troppo i suoi amici nerd e poterlo avere tutto per sé quando se ne saranno andati.
Heidi arriva da Gus giusto in tempo per cantare la colonna sonora mai edita di Carlito's Way. Mickey si presenta nel momento in cui Gus e Heidi stanno cantando fianco a fianco, scusandosi per Magic Castle, pur rimarcando che lui non si è fatto sentire per tutto il giorno. Consapevole di non resistere a una festa molto lontana dalle sue corde, Mickey chiede a Bertie di raggiungerla per darle supporto morale. Come accaduto a Magic Castle, Mickey non comprende il senso di iniziative ridicole e lontane dal suo modo di essere, accorgendosi di risultare ostile agli altri.
Mickey si intrufola in camera da letto e sbircia nella borsa di Heidi, mettendosi il suo lucidalabbra. Quando entra Gus, Mickey inizia a baciarlo e viene respinta per la presenza di altre persone in soggiorno. Gus non ha ancora superato l'atteggiamento di Mickey di dargli buca e poi presentarsi ugualmente, inducendola ad andarsene nell'esatto momento in cui arriva Bertie. Gus congeda gli amici, ma è deluso perché non è riuscito a integrare Mickey nel gruppo. Heidi si offre di aiutare Gus a mettere in ordine e lo bacia. Tornata a casa, Mickey guarda le foto di Gus e cerca di capire come riuscire a entrare nel suo mondo.

## La lettura
- Titolo originale: The Table Read
- Diretto da: Dean Holland
- Scritto da: Brent Forrester

### Trama
Mickey passa una notte insonne, tartassata dal senso di colpa per il suo comportamento con gli amici di Gus. A colpirla è stato il video di un discorso tenuto da Gus al matrimonio di due amici in cui tentava di descrivere il vero amore. Contrariamente a Mickey, Gus si sveglia di ottimo umore e in compagnia di Heidi, allegra per la presenza sul set di un network con cui spera di firmare un contratto. Datasi malata a lavoro, Mickey propina a Bertie una delle sue pazze giornate, la cui meta è nientemeno che gli studi di Gus. Susan è alla ricerca di nuove idee per la serie e Wyatt, uno degli sceneggiatori, ne porta una di Gus.
Mickey pianta in asso Bertie e il gruppo di visitatori degli studi per andare alla ricerca di Gus. Quest'ultimo, intanto, riceve da Susan la proposta di acquisto del suo copione di un episodio della serie. Heidi è al settimo cielo, convinta che nel copione di Gus lei avrà la parte principale, tanto da praticargli sesso orale nel bel mezzo del set deserto. Dopo aver fatto la conoscenza di Arya, Mickey incontra Gus e finge che sia stata di Bertie l'idea di fare il tour degli studi. Mickey è lieta di sapere che il suo copione è stato comprato e insiste per assistere alle prove di lettura, ma Gus fa in modo che ciò non accada perché teme possa equivocare il suo rapporto con Heidi.
Mickey aspetta l'uscita di Gus dalla riunione perché vuole sapere il motivo della sua scontrosità. Gus risponde che è stanco di essere usato, attaccandola perché gli sta scaricando il fardello dei suoi problemi. A peggiorare ulteriormente il clima contribuisce l'arrivo di Heidi, con Mickey che afferma di aver capito cosa è successo tra loro la notte precedente. Prima che la situazione possa degenerare, Mickey è allontanata dagli studi. Consapevole di non potersi permettere distrazioni proprio adesso che la sua carriera di sceneggiatore potrebbe decollare, Gus rifiuta una chiamata di Mickey e cancella il suo numero.

## La fine dell'inizio
- Titolo originale: The End of the Beginning
- Diretto da: Dean Holland
- Scritto da: Judd Apatow, Lesley Arfin e Paul Rust

### Trama
Già nervosa perché Gus si rifiuta di rispondere ai suoi messaggi, Mickey lo diventa ancora di più quando scopre che Bertie sta frequentando Randy, uno dei suoi amici. Nonno, il gatto di Mickey, è scappato e lei accusa Bertie di aver lasciato la porta aperta, ma si accorge che invece potrebbe essere colpa sua perché anche la finestra della camera è aperta. Alla riunione degli sceneggiatori Gus si lamenta del fatto che il suo copione è stato mischiato a quello dei colleghi, portando a una sceneggiatura collegiale e non esclusivamente sua. Mickey inizia a fare volantinaggio per Nonno, sentendosi dire da un uomo che non è stata capace di tenere il gatto.
La riunione degenera quando Gus si vede costretto ad accettare la morte del personaggio di Heidi, altrimenti sarebbe chiaro che la difende per secondi fini. Gus si lascia prendere troppo la mano, esprimendo giudizi negativi sulla serie e accusando Susan di non prendere in considerazione le sue idee.  Gus viene licenziato come sceneggiatore, mentre resterà tutor degli attori fino al successivo venerdì. Mickey litiga con la proprietaria di una onlus per animali scappati, non sapendo dove sbattere la testa per trovare Nonno. Arya obbliga Susan a riassumere Gus almeno come tutor, facendolo però apparire un pusillanime difeso da una ragazzina.
Susan comunica ad Heidi che il suo personaggio è stato eliminato dalla serie, proprio adesso che ha firmato un contratto per un appartamento. Gus si sente responsabile e concorda con Heidi che è meglio troncare la loro relazione, anche perché lui era presente nella stanza quando veniva presa la decisione e non è riuscito a opporvisi. Di ritorno da una riunione di un gruppo di dipendenti dal sesso, Mickey è accolta da Bertie e Nonno. Un avvilito Gus pubblica su Instagram che vuole abbuffarsi di zuccheri e finire in coma glicemico. Visto il post, Mickey lo raggiunge fuori dall'alimentari in cui si sono conosciuti, confessando le proprie dipendenze e baciandolo.